# ヴァイオレット・エヴァーガーデン (アニメ)
『ヴァイオレット・エヴァーガーデン』は、暁佳奈による同名のライトノベルを原作とした日本のアニメ作品。2018年1月から4月までTOKYO MXほかで放送された。また、同年7月4日発売のBD・DVD第4巻に第4話と第5話の間に位置する数か月間に起きた物語を描いた特別番外編が収録された。
このテレビアニメ版の結末は『劇場版 ヴァイオレット・エヴァーガーデン』（後述）に繋がっており、テレビアニメ版の各エピソードに登場したキャラクターが何らかの形で再登場している。推定18歳となったヴァイオレットの話で、原作小説版とは別の結末である。

## プロモーション
2017年6月14日に京都アニメーションによるPV第1弾が公開され、さらに2018年1月放送・世界同時配信が報じられた。
2017年7月2日にアメリカ・ロサンゼルスで開催されたAnime Expo 2017にて、第1話のワールドプレミア上映が行われた。また、同年12月10日には、全国5大都市の劇場にて第1話から第3話までの先行上映会が実施された。

## 登場人物

### オリジナルキャラクター

#### C.H郵便社
エリカ・ブラウン
声 - 茅原実里
C.H郵便社の自動手記人形。アイリスより少し先輩、口元にほくろがある。おとなしい性格ゆえに依頼主との対話を苦手としているため、トラブルに見舞われることもある。盲目の小説家・モリー・オーランドの小説に感動し、自動手記人形を志した経緯を持つ。第13話でベネディクトに恋していることが明らかになった。後にヴァイオレットの紹介で劇作家・オスカーに弟子入りする。
アイリス・カナリー
声 - 戸松遥
C.H郵便社の自動手記人形。ライデンシャフトリヒ北東部の山村・カザリの出身。失恋のショックと働く女性への憧れから、村で一生を終えるよりも街に出て働きたいと字の読み書きやタイピングを猛勉強し、自動手記人形になるためにライデンに上京した経緯を持つ。
故郷にはエイモン・スノウ（声 - 稲垣拓哉）という幼馴染がおり、かつて思いを告白したことがあるが、幼馴染としてしか見られないとの理由で振られている。
名前の由来は誕生当時に咲き乱れていたアイリス。
ローランド
声 - 各務立基
C.H郵便社に勤めている配達員の男性、鼻上部にいぼがある。ギルベルトの死亡扱いの件で自室に引きこもっていたヴァイオレットに手紙を届け、共に手紙を配る過程で彼女が精神的に立ち直るきっかけを与える。
ネリネ
声 - 齋藤綾 / 京田尚子（劇場版）
C.H郵便社に勤めている受付のブロンド髪の女性。晩年は博物館の案内係を務める。
リリアン
声 - 引坂理絵
C.H郵便社に勤めている受付の赤髪の女性。

#### 育成学校時代の同級生・教師
ルクリア・モールバラ
声 - 田所あずさ
自動手記人形育成学校在籍時の同級生。両親を西部戦争で亡くして兄と二人暮らし。ヴァイオレットの隣席で、手紙の代筆訓練でペアを組む。地元ライデン出身で、鐘楼からの景色をヴァイオレットに教えた。育成学校を首席で卒業した後、自動手記人形として活動しており、シャヘル天文本部での写本作成にも参加している。
ローダンセ
声 - 野沢由香里
名門の自動手記人形育成学校の厳しさで有名な教師。ヴァイオレットの正確かつ早いタイピングを評価しつつも文章力に対しては「これでは報告書だ」と酷評し、「ドールの在り方」を説いた。育成期間の終了直後はヴァイオレットの修了を認めなかったが、ヴァイオレットが初めて気持ちを汲み取って代筆したルクリアからルクリアの兄・スペンサーへの手紙を見て、修了を認める。その後、オペラ歌手・イルマの出した作詞の依頼に対し、唯一遂行可能な人物としてヴァイオレットを推薦した。
イベリス・コノウエ
声 - 土井真理
ヴァイオレットの自動手記人形育成学校在籍時の同級生。シャヘル天文本部での写本作成にも参加しており、リオンと同室のカイル・ゼーニヒ（声 - 横田大輔）とペアを組む。
ブルーベル・ユノア
声 - 柚木尚子
ヴァイオレットの自動手記人形育成学校在籍時の同級生。シャヘル天文本部での写本作成にも参加している。

#### 依頼主
ルクリア・モールバラ
声 - 田所あずさ
詳細は#育成学校時代の同級生・教師を参照。
スペンサーとの関係にすれ違いが生じていたが、彼への手紙の代筆をヴァイオレットに依頼したことが功を奏し、昔のような良好な関係を取り戻す。
スペンサー・モールバラ
声 - 木村昴、日笠陽子（幼少期）
ルクリアの兄で、ルクリアと一緒に暮らしている。自身は西部戦争で足を痛めて帰還した後、両親を守れなかったと自暴自棄になって飲んだくれていたが、妹の本心からの手紙を読んで改心し、その後には仕事も決まった。のちに妹への感謝の手紙をヴァイオレットに依頼する。

## スタッフ
| 原作                            | 暁佳奈                                     |
| 監督                            | 石立太一                                   |
| シリーズ構成                    | 吉田玲子                                   |
| キャラクターデザイン 総作画監督 | 高瀬亜貴子                                 |
| シリーズ演出                    | 藤田春香                                   |
| 世界観設定                      | 鈴木貴昭                                   |
| 美術監督                        | 渡邊美希子                                 |
| 美術設定                        | 鵜ノ口穣二                                 |
| 色彩設計                        | 米田侑加                                   |
| 撮影監督                        | 船本孝平                                   |
| 3D監督                          | 山本倫                                     |
| 小物設定                        | 高橋博行、太田稔                           |
| 編集                            | 重村建吾                                   |
| 音響監督                        | 鶴岡陽太                                   |
| 音楽                            | Evan Call                                  |
| 音楽プロデューサー              | 斎藤滋                                     |
| 音楽制作                        | ランティス、ミラクル・バス                 |
| 企画プロデューサー              | 八田英明                                   |
| プロデューサー                  | 八田真一郎、中村伸一、梅田和沙、斎藤滋     |
| アニメーション制作              | 京都アニメーション                         |
| アニメーション制作協力          | アニメーションDo                           |
| 製作                            | ヴァイオレット・エヴァーガーデン製作委員会 |

## 制作
通常は「次回の引き」など視聴者が興味を持つような仕掛けを施さなければならないが、ヴァイオレット・エヴァーガーデンの人生や人の生死を描く本作に限っては仕掛けを施すことによりリアリティが生まれにくくなることが懸念されて「1話完結型」のシンプルな構成となっている。また、原作ではオムニバス形式で時系列がバラバラとなっているが、「ヴァイオレットの成長」をメインテーマに据えるにあたって、時系列を整理した方が視聴者に彼女の成長をより感じてもらいやすくなることから放送順の時系列となっている。
監督の石立太一は企画が動き出した当初にシリーズ構成の吉田玲子から「フックがない」と言われたことを明かしており、ヴァイオレットが口数が少ないため彼女を代弁するキャラクターを設置するという案も出された。しかし、そうするとヴァイオレットの存在理由が薄まってしまうことから、石立は無理やり自身の企画を押し通したと話している。
ヴァイオレット・エヴァーガーデンという人間を描くにあたって最も大切にしていたことについて石立は以下のように述べている。
また、石立はヴァイオレットの魅力は色で表現すると「透明ではなく白」であることをスタッフ陣やキャスト陣との大切な合言葉にしていたと話している。
本作のキャスティングにおいてヴァイオレット役のみオーディションが行われ、石川由依が起用された。石立は原作小説に記されている「玲瓏な声」を基準にするとヴァイオレットのテーマとしている「幼児性」「白色感」から遠ざかると感じていた。そして「田舎娘のようなおぼこい感じ」を素で出せるかつ作中での成長を演じ分けることができるといった要素を石川が兼ね備えていたことから石川をヴァイオレット役に抜擢することに決めたとしている。他のキャストについては音響監督の鶴岡陽太が指名しており、ホッジンズ役の子安武人やギルベルト役の浪川大輔はそれぞれキャリア初となる京都アニメーション作品への出演を果たすことになった。石川は最初のアフレコで「今の段階の感情はゼロで、赤ちゃん状態」と言われたことから、どのようにして感情をなくして言葉にするかについて苦労したことを明かしており、「思った言葉がストレートに口からポロポロ出てくるように間を作らずにしゃべる」ことを心掛けている。

## 主題歌
「Sincerely」（第3話、第4話、第6話 - 第8話、第11話、第12話、Extra）
TRUEによるオープニングテーマであり、本名の「唐沢美帆」名義で作詞も担当。作曲は堀江晶太、編曲は堀江とEvan Call。
「みちしるべ」
茅原実里によるエンディングテーマ（作詞も担当）。作曲・編曲は菊田大介。劇場版では挿入歌として使用。
「Believe in...」
結城アイラによる第9話のエンディングテーマ（作詞も担当）。作曲・編曲はEvan Call。
「Violet Snow」
PV内でのイメージソングおよび第13話挿入歌。作詞は西田恵美、作曲・編曲は川崎里実。
ボーカルは地域によって異なる（日本語版：結城アイラ、英語版：ケイト・ヒギンズ、フランス語版：ミシェル・ミチナ、中国語版：利得彙、韓国語版：カン・ミンス）。
「The Songstress Aria」
TRUEによるExtraの挿入歌。作詞・作曲・編曲はEvan Call。
「Letter」
同上。作詞は唐沢美帆、作曲は堀江晶太、編曲はEvan Call。

## 反響・評価
BD第1巻（テレビアニメ）の初週推定売上は5,019枚を記録し、週間BDランキングでは8位を獲得した。その後BD第1巻（同）は、2019年8月19日付の週間推定売上で1,760枚を記録して推定累計9,682枚、2020年10月19日付の週間推定売上で1,022枚を記録して推定累計17,169枚、2021年11月22日付の週間推定売上で1,858枚を記録して推定累計26,997枚となっている。
テレビアニメ放送前に公開されたCMが大きな話題となっており、ライターの井中カエルは「京都アニメーションがほこるキャラクターや小物の作画の緻密さ、撮影技術を駆使した映像の美しさなどが合わさり、それだけで圧巻の作品となっていた」と称賛している。
第40回アニメグランプリでは作品グランプリ部門で16位、女性キャラクター部門でヴァイオレット・エヴァーガーデンが7位をそれぞれ獲得している。
ニュータイプアニメアワード2017-2018では作品賞（TV放送&配信作品）で8位、女性キャラクター賞でヴァイオレット・エヴァーガーデンが7位、サウンド賞でEvan Callが8位、監督賞で石立太一が6位、脚本賞で吉田玲子が7位、キャラクターデザイン賞で高瀬亜貴子が9位をそれぞれ獲得している。
アメリカのアニメ評価サイト「Anime Trending」が主催した「第5回 Anime Trending Awards」での結果は以下の通り。
| 部門                                      | 対象                                           | 結果 | 出典   |
| ----------------------------------------- | ---------------------------------------------- | ---- | ------ |
| ANIME OF THE YEAR                         | ヴァイオレット・エヴァーガーデン               | 4位  | [ 26 ] |
| GIRL OF THE YEAR                          | ヴァイオレット・エヴァーガーデン               | 3位  | [ 26 ] |
| BEST IN ANIMATION EFFECTS AND SEQUENCE    | ヴァイオレット・エヴァーガーデン               | 1位  | [ 26 ] |
| BEST IN CHARACTER DESIGN                  | ヴァイオレット・エヴァーガーデン               | 1位  | [ 26 ] |
| BEST IN SCENERIES AND VISUALS             | ヴァイオレット・エヴァーガーデン               | 1位  | [ 26 ] |
| BEST IN SOUNDTRACK                        | ヴァイオレット・エヴァーガーデン               | 3位  | [ 26 ] |
| DRAMA ANIME OF THE YEAR                   | ヴァイオレット・エヴァーガーデン               | 1位  | [ 26 ] |
| FANTASY OR MAGICAL ANIME OF THE YEAR      | ヴァイオレット・エヴァーガーデン               | 2位  | [ 26 ] |
| BEST VOICE ACTING PERFORMANCE BY A FEMALE | 石川由依（ヴァイオレット・エヴァーガーデン役） | 1位  | [ 26 ] |

第3回クランチロール・アニメアワードで6部門でノミネートされ、最優秀アニメーション賞を受賞。
AnimaniA Award 2019にてBeste TV-Serie（テレビシリーズ賞）を受賞。
2020年6月3日深夜に第10話が再放送された際には、感動の声がTwitterでトレンド入りしたことが報じられた。
2021年10月29日に金曜ロードショーにてテレビシリーズを再構成した「特別編集版」が放送された。金曜ロードショーにおいて他局で放送された深夜アニメ作品が放送されるのは極めて異例であり、大きな反響を呼んだ。

## 各話リスト
| 話数 | サブタイトル                                     | 脚本     | 絵コンテ                   | 演出                       | 作画監督                                       |
| --- | ------------------------------------------------ | -------- | -------------------------- | -------------------------- | ---------------------------------------------- |
| 第1話 | 「愛してる」と自動手記人形                       | 吉田玲子 | 石立太一                   | 石立太一 藤田春香 澤真平   | 丸木宣明 高瀬亜貴子 明見裕子 丸子達就          |
| 戦争で両腕を失い、義手をつけて入院しているヴァイオレットは、ギルベルト少佐のもとでの戦線復帰を望んでいた。ホッジンズは彼女を退院させ、ギルベルトの親戚のエヴァーガーデン家に預ける。だがヴァイオレットはこれを拒否。ホッジンズはヴァイオレットを自分が経営する郵便社に住み込みで働かせることにする。そこで自動手記人形（ドール）の代筆を見たヴァイオレットは、少佐が残した「愛してる」の意味を知るため、同じ仕事がしたいと申し出る。 |                                                  |          |                            |                            |                                                |
| 第2話 | 「戻って来ない」                                 | 吉田玲子 | 藤田春香                   | 藤田春香                   | 植野千世子                                     |
| ヴァイオレットはカトレアの指導でタイプライターを習得し、翌日から代筆を見学するが、彼女の留守中に依頼の引き受けをためらうエリカに代わり、恋文を代筆してしまう。本音だけ書かれた恋文で失恋したと依頼者に怒鳴り込まれ、アイリスはホッジンズにヴァイオレットを辞めさせるよう進言する。だが、エリカはヴァイオレットを庇い、カトレアはドールの育成講座に通うことを勧める。 |                                                  |          |                            |                            |                                                |
| 第3話 | 「あなたが、良き自動手記人形になりますように」   | 浦畑達彦 | 北之原孝將                 | 北之原孝將                 | 明見裕子                                       |
| ドールの育成学校に入ったヴァイオレットは学課で優秀な成績を修めるが、同じクラスのルクリアの手紙を代筆する授業では教官ローダンセから酷評され、落第する。ルクリアから酒浸りの兄スペンサーへの複雑な思いを打ち明けられたヴァイオレットは、ルクリアの感謝の気持ちを短い手紙に綴り、スペンサーに渡す。ルクリアから手紙を見せられたローダンセはこれを評価し、ヴァイオレットに卒業のブローチを授与する。 |                                                  |          |                            |                            |                                                |
| 第4話 | 「君は道具ではなく、その名が似合う人になるんだ」 | 吉田玲子 | 武本康弘                   | 澤真平                     | 角田有希                                       |
| アイリスは故郷カザリから初めて出張依頼を受けるが、手を怪我したため、ヴァイオレットと共に帰郷する。依頼者はアイリスの両親で、依頼は娘の結婚相手を探す誕生パーティーの招待状だった。パーティー当日にかつて自分を振ったエイモンを見たアイリスは激怒するものの反省し、招待客への詫び状をヴァイオレットに依頼するが、彼女からは両親への感謝の手紙を書くことを勧められる。手紙で両親と和解したアイリスは、ヴァイオレットと共にライデンへ戻る。 |                                                  |          |                            |                            |                                                |
| 第5話 | 「人を結ぶ手紙を書くのか？」                     | 鈴木貴昭 | 山田尚子                   | 藤田春香 澤真平            | 植野千世子                                     |
| ヴァイオレットはドロッセル王国に出張し、シャルロッテ王女の政略結婚の相手であるダミアン王子との公開恋文を代筆する。シャルロッテにダミアンが初恋の相手であることや彼の本当の気持ちが知りたいと告白され、ヴァイオレットはダミアンのドールと話をつけてシャルロッテとダミアンに自筆の恋文をやり取りさせる。やがて、シャルロッテは月下の庭園にてダミアンから求婚される。結婚式の日、ヴァイオレットはダミアンに雇われていたカトレアと共にライデンへ戻る。ライデン港に着いたヴァイオレットはディートフリートに再会。ヴァイオレットを憎むディートフリートは「多くの命を奪ったその手で人を結ぶ手紙を書くのか」と吐き捨てる。 |                                                  |          |                            |                            |                                                |
| 第6話 | 「どこかの星空の下で」                           | 浦畑達彦 | 三好一郎                   | 三好一郎                   | 角田有希                                       |
| 天文台にドールが集められ、大量の写本の作業が始まる。写本係のリオンはドールを嫌っていたが、一緒に組んだヴァイオレットの仕事ぶりに驚く。リオンはヴァイオレットを彗星の観察に誘い、お互いの身の上を打ち明け合う。やがて、作業が終わって天文台を去るヴァイオレットに、リオンは父と同じ文献収集の旅に出る決意を語る。 |                                                  |          |                            |                            |                                                |
| 第7話 | 「 」                                            | 吉田玲子 | 山村卓也                   | 山村卓也                   | 門脇未来 植野千世子 角田有希                   |
| ヴァイオレットは酒浸りの戯曲家オスカーのもとへ出張し、新作の戯曲を代筆する。娘を失った悲しみから立ち直れなかったオスカーは、ヴァイオレットの協力で戯曲を書き上げる。ヴァイオレットは兵士だった当時を振り返り、初めて罪悪感にかられる。ライデンに戻ったヴァイオレットはエヴァーガーデン夫人と再会し、ギルベルトがすでに亡くなっていたことを知ってショックを受ける。 |                                                  |          |                            |                            |                                                |
| 第8話 | [ 注 1 ]                                         | 吉田玲子 | 澤真平                     | 澤真平                     | 岡村公平                                       |
| ヴァイオレットはギルベルトの屋敷を訪ねるが、案内されたのは彼の墓だった。4年前、名無しの孤児だったヴァイオレットはギルベルトに引きとられ、読み書きや報告書の書き方を教わり、名前を与えられる。ヴァイオレットはギルベルトに強い忠誠心を持つようになり、軍に入ってギルベルトと戦場に赴く。武器として多くの兵士を殺害し、軍の作戦に貢献するが、インテンスの総本部の要塞攻略直後、ヴァイオレットの目の前でギルベルトは銃撃される。 |                                                  |          |                            |                            |                                                |
| 第9話 | 「ヴァイオレット・エヴァーガーデン」             | 吉田玲子 | 武本康弘                   | 武本康弘                   | 丸子達就 岡村公平                              |
| 敵軍は撤退する前に総本部を砲撃。この時ヴァイオレットは両腕を失い、少佐は「愛してる」の言葉を残し生死不明のまま行方不明になった。ホッジンズは総本部跡地で少佐を探すヴァイオレットを郵便社に連れ帰る。少佐の死の衝撃と殺戮に手を染めてきた罪悪感にさいなまれるヴァイオレットは部屋に閉じこもってしまうが、アイリスとエリカから届いた励ましの手紙を読む。翌日ヴァイオレットは仕事に復帰。生きていてよいのかとヴァイオレットに問われたホッジンズは、過去は消えないが、ドールとしてやってきたことも消えないと励ます。                                                                                                   |                                                  |          |                            |                            |                                                |
| 第10話 | 「愛する人は ずっと見守っている」                | 吉田玲子 | 小川太一                   | 小川太一                   | 丸木宣明                                       |
| 病気の母・クラーラと暮らすアンのもとを、ヴァイオレットが訪れる。アンそっちのけでクラーラの代筆を務めるヴァイオレットをアンは不審に思うが、徐々にヴァイオレットを慕うようになる。ヴァイオレットが代筆していたのは、クラーラの死後にアンの誕生日に届けられる50年分の手紙だった。仕事を終えて郵便社に帰ってきたヴァイオレットはこらえていた涙を溢れさせ、アンは50年間にわたってクラーラの愛を知る。 |                                                  |          |                            |                            |                                                |
| 第11話 | 「もう、誰も死なせたくない」                     | 浦畑達彦 | 北之原孝將                 | 北之原孝將                 | 明見裕子 池田晶子 丸子達就                     |
| 内戦が続くメナス基地から代筆依頼があり、現地の危険さを懸念したホッジンズは断ろうとするが、ヴァイオレットは現地に赴き、依頼者のエイダンを見つける。瀕死の重傷を負っていたエイダンは両親と幼馴染のマリアへの手紙を口述し、息絶える。ヴァイオレットはエイダンの故郷に手紙を届ける。手紙を手渡された彼の両親とマリアは泣きながら礼を述べ、ヴァイオレットもエイダンの命までは救えなかった自分の非力さに涙する。 |                                                  |          |                            |                            |                                                |
| 第12話 | [ 注 1 ]                                         | 鈴木貴昭 | 河浪栄作 山村卓也 藤田春香 | 澤真平 山村卓也            | 植野千世子 池田和美 門脇未来 池田晶子 丸木宣明 |
| ライデンシャフトリヒとガルダリク帝国が和平を結び、条約文書を代筆するカトレアと護衛のベネディクトは大陸縦断鉄道に乗っていた。帰りの飛行機から和平反対派の動きを知ったヴァイオレットは機関車に乗り込み、遭遇したディートフリートに嫌悪される。殺人を拒否したヴァイオレットは機関車の屋根にて和平反対派と格闘し、ディートフリートを銃弾から庇う。 |                                                  |          |                            |                            |                                                |
| 第13話 | 自動手記人形と「愛してる」                       | 吉田玲子 | 石立太一                   | 石立太一 藤田春香          | 角田有希 丸子達就 門脇未来 丸木宣明            |
| ヴァイオレットが義手を犠牲にして橋に仕掛けられた爆弾を外し、鉄道破壊を阻止したことによって和平条約は無事に調印され、平和が戻る。飛行機で空から手紙が飛ばされる航空祭が行われることになり、郵便社の面々もそれぞれ手紙を書く。新たな義手を装着したヴァイオレットは初めてギルベルト宛てに手紙を書き、「愛してるが少しわかるのです」と結ぶ。 |                                                  |          |                            |                            |                                                |
| Extra Episode | 「きっと"愛"を知る日が来るのだろう」             | 浦畑達彦 | 石立太一 藤田春香          | 石立太一 藤田春香 小川太一 | 丸木宣明 角田有希 丸子達就 高瀬亜貴子          |
| BD/DVD第4巻に収録されたOVA。第4話と第5話の間に位置する数か月間に起きた物語を描いた特別番外編となる。歌姫・イルマの恋文執筆を依頼されたヴァイオレットは、様々な文学を読んで恋文の腕を上げていくがイルマからは没にされてしまう。それが単なる恋文ではなく現代を舞台とした新作オペラの歌詞であること、依頼がローダンセの推薦で任されたものだと知ったヴァイオレットは郵便社の仲間たちと協力し、戦災で届かなかった多くの手紙の言葉に触れて、歌詞を書き上げた。 |                                                  |          |                            |                            |                                                |

## 放送局
| 放送期間                | 放送時間                     | 放送局         | 対象地域   | 備考                                                  |
| ----------------------- | ---------------------------- | -------------- | ---------- | ----------------------------------------------------- |
| 2018年1月11日 - 4月5日  | 木曜 0:00 - 0:30（水曜深夜） | TOKYO MX       | 東京都     |                                                       |
|                         | 木曜 2:05 - 2:35（水曜深夜） | テレビ愛知     | 愛知県     |                                                       |
|                         | 木曜 2:15 - 2:45（水曜深夜） | 朝日放送テレビ | 近畿広域圏 | 『水曜アニメ〈水もん〉』第1部 2018年3月までは朝日放送 |
| 2018年1月12日 - 4月6日  | 金曜 0:00 - 0:30（木曜深夜） | BS11           | 日本全域   | BS放送 / 『ANIME+』枠                                 |
| 2018年1月14日 - 4月8日  | 日曜 2:30 - 3:00（土曜深夜） | 北海道テレビ   | 北海道     |                                                       |
| 2018年1月21日 - 4月15日 | 日曜 1:30 - 2:00（土曜深夜） | 青森朝日放送   | 青森県     |                                                       |

Netflixでは2018年1月より日本で、同年春に全世界で配信。

## 関連商品

### BD / DVD
| 巻 | 発売日       | 収録話                        | 規格品番   | 規格品番   |
| 巻 | 発売日       | 収録話                        | BD         | DVD        |
| -- | ------------ | ----------------------------- | ---------- | ---------- |
| 1  | 2018年4月4日 | 第1話 - 第3話                 | PCXE-50811 | PCBE-55901 |
| 2  | 2018年5月2日 | 第4話 - 第7話                 | PCXE-50812 | PCBE-55902 |
| 3  | 2018年6月6日 | 第8話 - 第10話                | PCXE-50813 | PCBE-55903 |
| 4  | 2018年7月4日 | 第11話 - 第13話 Extra Episode | PCXE-50814 | PCBE-55904 |

### 書籍
- 『ヴァイオレット・エヴァーガーデン クロニクル』（公式ファンブック）2018年4月6日発売[34]、ISBN 978-4-907064-80-8

## イベント
2019年7月18日に発生した京都アニメーション放火殺人事件により、当初は本作の資料もすべて焼失したことが八田英明へのインタビューで報じられていたが、事件発生前に企画されていた鹿児島県出水市での展示イベント「京都アニメーション原画展」用として本作を含む原画15点はその時点で京都アニメーションから会場の書店へ発送済みであり、難を逃れた。それが事件発生当日に届いた書店は中止を検討したが、京都アニメーションの「ファンのためにもぜひやってほしい」との意向を酌み、開催した。

## 劇場アニメ
| 原作                            | 暁佳奈                                          |
| 監督                            | 藤田春香（外伝） 石立太一（完全新作）           |
| シリーズ構成                    | 吉田玲子（外伝）                                |
| 脚本                            | 鈴木貴昭・浦畑達彦（外伝） 吉田玲子（完全新作） |
| キャラクターデザイン 総作画監督 | 高瀬亜貴子                                      |
| 世界観設定                      | 鈴木貴昭                                        |
| 美術監督                        | 渡邊美希子                                      |
| 3D美術                          | 鵜ノ口穣二                                      |
| 色彩設計                        | 米田侑加                                        |
| 小物設定                        | 髙橋博行                                        |
| 撮影監督                        | 船本孝平                                        |
| 3D監督                          | 山本倫                                          |
| 音響監督                        | 鶴岡陽太                                        |
| 音楽                            | Evan Call                                       |
| アニメーション制作              | 京都アニメーション                              |
| 製作                            | ヴァイオレット・エヴァーガーデン製作委員会      |
| 配給                            | 松竹                                            |

### ヴァイオレット・エヴァーガーデン 外伝 - 永遠と自動手記人形 -
2019年9月6日に3週間限定として上映が開始された。興行収入は8億3100万円。
第一報では2週間限定と発表されていたうえ、その後は京都アニメーション放火殺人事件の影響で公開の延期や中止すら危ぶまれていたことから、インターネット上では激励や感謝の声が寄せられた。
2019年8月13日にはYouTubeにて予告編が公開されたほか、第1週目・第2週目と第3週目でそれぞれ異なる入場特典が用意されることが発表された。
2019年9月4日には京都アニメーションが代理人弁護士を通じて「災禍に見舞われたスタッフを含め、制作に参加した全員の生きた証しです」とのコメントを出したほか、作品が完成したのは前述の事件の発生前日であり、その犠牲者も含めて制作に参加したスタッフ全員の名前を監督の藤田の希望によってエンドロールなどに出す旨を発表した。
2019年9月13日にはFilmarksとぴあの初日満足度ランキングで1位を獲得したことや、ファンからの応援を受けて一部劇場では同年9月27日以降も上映されることが発表された。
ストーリーの前半部分は原作小説「外伝」に掲載されている一章のアニメ化、後半部分は映画版オリジナルとなる。
動画サイトではテレビアニメと同じくNetflixでのみ公開されており、日本語の他に英語・スペイン語・フランス語・ブラジルポルトガル語での吹替版も視聴できる。

#### あらすじ（外伝）
「寂しくなったら名前を呼んで」
ヴァイオレットは女子寄宿学校に派遣され、貴族令嬢のイザベラ・ヨークがデビュタントを迎えるまでの3か月間家庭教師となる。当初イザベラは反発するが、真摯に接するヴァイオレットに次第に心を開いていく。デビュタントを終えヴァイオレットが去る前日、イザベラは元の名前がエイミー・バートレットであることと自分の身の上を打ち明け、義理の妹のテイラー・バートレットへの手紙を依頼する。イザベラとヴァイオレットの手紙は配達員のベネディクトによって孤児院のテイラーに届けられる。
「君の名を呼ぶ、それだけで二人の絆は永遠なんだ」
3年後、孤児院を抜け出したテイラーが郵便社を訪ねてくる。テイラーはベネディクトの元で配達員見習いとなる。ヴァイオレットは読み書きのできないテイラーを手伝い、義理の姉・エイミーへの手紙を書き上げる。ベネディクトは地方貴族に嫁いでいたエイミーことイザベラを探し当て、テイラーを連れて配達に向かう。ベネディクトから受け取った手紙を読んだイザベラは号泣する。それを隠れて見守ったテイラーは、一人前の配達員になったら直接手紙を渡すと決意してベネディクトと街に戻る。

#### 主題歌（外伝）
「エイミー」
茅原実里による主題歌（作詞も担当）。作曲・編曲は菊田大介。

#### 受賞歴（外伝）
- 令和元年アニソン大賞特別賞…「エイミー」[45]

#### 評価（外伝）
BDの初週推定売上は22,441枚、DVDの初週推定売上は2,361枚をそれぞれ記録している。
ライターの杉本穂高は企画「2019年 年間ベストアニメTOP10」で本作を4位に選出しており、本作の存在自体が「泥中の蓮」であると述べている。
ライターの草野虹は「ボヤけていく空から落ちてくる雨」「水のきらめきや木々の揺れ方」「部屋に光が差してきて照らされるホコリ一つ一つ」など作品全体を通して景色がドラマティックかつ繊細に描かれている点を称賛している。
第42回アニメグランプリではグランプリ作品部門で4位、女性キャラクター部門でヴァイオレット・エヴァーガーデンが4位、アニメソング部門で「エイミー」が4位をそれぞれ獲得している。

#### テレビ放送（外伝）
| 回数 | テレビ局   | 番組名（放送枠名） | 放送日        | 放送時間      | 放送分数 | 視聴率 | 備考 |
| ---- | ---------- | ------------------ | ------------- | ------------- | -------- | ------ | ---- |
| 1    | 日本テレビ | 金曜ロードショー   | 2021年11月5日 | 21:00 - 22:54 | 114分    |        |      |

#### 関連書籍（外伝）
- 『『劇場版 ヴァイオレット・エヴァーガーデン』公式ファンブック』2021年6月発売[51]、ISBN 978-4-910052-06-9

### 劇場版 ヴァイオレット・エヴァーガーデン
2020年9月18日に公開された完全新作。興行収入は21億3000万円。
当初は2020年1月10日に世界同時公開予定と発表されたが、京都アニメーション放火殺人事件後の2019年9月に公開日の延期が発表され、同年10月18日に行われた記者会見の際に八田英明から2020年4月以降の公開を目指して制作中であることが発表された。
2019年11月9日、公開日が2020年4月24日に決定したことが発表されたが、日本国内における新型コロナウイルス感染症の流行拡大を受け、2020年4月6日に劇場公開の再延期が発表された。
2020年6月25日、同年4月より再放送していたテレビアニメの最終回の本編終了後のCMで本予告動画が解禁され、同年9月18日に公開予定と発表された。
2021年1月27日、第44回日本アカデミー賞優秀アニメーション作品賞を受賞。
2021年10月13日より、世界各国のNetflixで配信されることが発表された。
日本での配信は2022年4月13日より開始。日本語の他に、英語・ポルトガル語の吹き替え、そして日本語による状況説明を加えた副音声が加えられた。

#### あらすじ（完全新作）
デイジーは亡き祖母・アンの家で、アンの母・クラーラがドールに代筆させた手紙を読む。両親に反発するデイジーは家を出て代筆したドールの足跡を辿る。
電話が普及しはじめたライデンでもヴァイオレットは多忙だったが、ギルベルト少佐のことは胸から離れなかった。病気で入院中の少年ユリスがヴァイオレットに代筆を依頼する。ホッジンズは宛先不明の手紙の中にギルベルトの筆跡を発見する。ホッジンズはヴァイオレットと共に手紙が出されたエカルテ島に向かう。ギルベルトは戦争で左目と左腕を失くしたあと、病院を出てこの島に住み着いていた。ヴァイオレットはギルベルトの家を訪ねるが、彼女に負い目のあるギルベルトは再会を拒否する。ユリスが亡くなり手紙が届けられたとの知らせが入る。ヴァイオレットはギルベルトに手紙を書き、船で島を出る。感謝の言葉が綴られた手紙を読んだギルベルトは船着き場に走る。ギルベルトの呼ぶ声を聞いたヴァイオレットは船から飛び降り、ようやくギルベルトと再会し号泣する。
デイジーはエカルテ島に渡る。ヴァイオレットはドールの仕事を全て終えたあと郵便社を辞めてこの島で代筆業をしていたという。デイジーは両親に宛てて心からの手紙をしたためる。

#### オリジナルキャラクター（完全新作）
デイジー・マグノリア
声 - 諸星すみれ
アン・マグノリアの孫。アンの葬式後にクラーラに依頼された代筆の手紙50通を見つけ、当時のヴァイオレットの足跡を追うことになる。
ユリス
声 - 水橋かおり
不治の病により入院中で、彼の家族に内緒で手紙の代筆をヴァイオレットに依頼する。両親、弟、友達のリュカの合計3つの手紙のうち、リュカの分は病状が突如悪化したため代筆を中止したが、亡くなる前になんとか電話でリュカに言葉を伝えることができた。

#### 主題歌（完全新作）
「WILL」
TRUEによる主題歌。作詞は唐沢美帆、作曲・編曲はEvan Call。
「未来のひとへ 〜Orchestra ver.〜」
同じくTRUEによるエンディングテーマで、シリーズ全体のフィナーレ曲とされる。作詞は唐沢美帆、作曲は川崎里実、編曲はEvan Call。テレビシリーズのボーカルアルバムに収録されたイメージソングのリアレンジ版。

#### 受賞歴（完全新作）
- 第44回日本アカデミー賞「優秀アニメーション作品賞」[62]
- 東京アニメアワード2021
  - アニメ・オブ・ザ・イヤー「劇場映画部門 作品賞」[49]
  - 「原作脚本部門」吉田玲子[49]
  - 「美術・色彩・映像部門」渡邊美希子[49]
- 第3回京都デジタルアミューズメントアワード大賞（京都府知事賞）[63]
- 第24回文化庁メディア芸術祭「アニメーション部門」優秀賞[64]
- 第15回声優アワード
  - 主演女優賞…石川由依[65]
  - 助演男優賞…子安武人[65]
- 令和2年アニソン大賞作詞賞…「WILL」[66]

#### 評価（完全新作）
BDの初週推定売上は特別版が57,029枚、通常版が21,808枚、DVDの初週推定売上は10,139枚をそれぞれ記録している。
ライターの井中カエルは企画「2020年 年間ベストアニメTOP10」で本作を1位に選出しており、京都アニメーションの渾身の技術と思想が心をうち作品に漂う表現の覚悟に圧倒されたと述べている。
第43回アニメグランプリではグランプリ作品部門で13位、女性キャラクター部門でヴァイオレット・エヴァーガーデンが4位をそれぞれ獲得している。
アメリカのアニメ評価サイト「Anime Trending」が主催した「第8回 Anime Trending Awards」ではANIME MOVIE OF THE YEAR部門で2位を獲得している。

#### テレビ放送（完全新作）
| 回数 | テレビ局   | 番組名（放送枠名） | 放送日         | 放送時間      | 放送分数 | 視聴率 | 備考 |
| ---- | ---------- | ------------------ | -------------- | ------------- | -------- | ------ | ---- |
| 1    | 日本テレビ | 金曜ロードショー   | 2022年11月25日 | 21:00 - 23:34 | 154分    |        |      |

#### 関連書籍（完全新作）
- 『『劇場版 ヴァイオレット・エヴァーガーデン』公式ファンブック』2021年6月発売[51]、ISBN 978-4-910052-06-9